# Basistichus
Basistichus is een geslacht van kevers uit de familie van de loopkevers (Carabidae). De wetenschappelijke naam van het geslacht is voor het eerst geldig gepubliceerd in 1917 door Sloane.

## Soorten
Het geslacht Basistichus is monotypisch en omvat slechts de volgende soort:
- Basistichus micans Macleay, 1864